# 永井正道
永井 正道（ながい まさみち、1988年11月2日 - ）は、日本の作曲家、作詞家、編曲家。神奈川県出身。POPHOLIC所属。

## 提供作品

### アニメ
- 『ReLIFE』
  - キャラクターソング「モモイロ。」（作曲/編曲/Bass）
- 『エロマンガ先生』
  - キャラクターソング「物語のそばで」（作曲/編曲//Bass）
- 『HUGっと! プリキュア』
  - キャラクターソング「もう一度、あの空の先へ」（作曲/編曲/Bass）
- 『ゆらぎ荘の幽奈さん』
  - キャラクターソング「純潔セレナーデ」（作曲/編曲/Programing）
- 『ぼっち・ざ・ろっく!』
  - 「ひとりぼっち東京」（作曲）[2]

### アーティスト
- アフィリア・サーガ
  - 「いつか見た虹のその下で」（作詞/作曲）
  - 「Lost In The Sky」（作詞/作曲)
- 喜多村英梨
  - 「バラユリxxxx」（編曲/Bass）
  - 「+×+×+ 荊棘 +×+×+」（作曲/編曲/Bass）
  - 「TiCK TACK」（作曲/編曲/Bass）
- イケてるハーツ
  - 「I will」（作詞/作曲）
- &6allein
  - 「Color of melody」（作詞）
  - 「KISS or BANG!」（作詞）
  - 「Only oneでNo.1」（作詞）
  - 「Happiness」（作詞）
  - 「Let’s Get Together」（作詞）
  - 「Color of melody 2018ver.」（作詞）
- アイドルカレッジ
  - 「Wonderful Story」（作詞/作曲/Bass）
- エラバレシ
  - 「Is this love？片思い」（作曲/編曲）
  - 「キミをつくる全ての要素」（作曲）
- スクランブルガム
  - 「終わらない物語」（作詞/作曲/編曲/Bass）
- DearDream
  - 「Run After Blowin’ Wind!」（作曲/編曲/Bass）
- NACHERRY
  - Now（作曲 / 編曲）[3]
- 風男塾
  - 「Caramel Popcorn」（作曲）
- Kashicomi
  - 「LOVELESS」（作詞）
  - 「ブラックアウト」（作詞）
  - 「Fly High!」（作詞）
  - 「You are my only star」（作詞）
  - 「Chance」（作詞）
- 豊永利行
  - Album「光へ」収録「Shiny Glory Story」（作詞/作曲/編曲/Bass）
- アクシア・クローネ（にじさんじ）
  -     - 「Dyed in blue」（作詞/作曲/編曲/Bass, Guitar他）

### ゲーム
- Fate/Grand Order
  - 「Eternity Blue」（編曲/Bass）
  - 「この惑星で、ただ一つだけ」（作曲/編曲/Bass)
  - 「Beyond the Gray Sky」（作曲/編曲）
- バンドやろうぜ！
  - 「ONE-MAN‐SHOW」（作詞/作曲/編曲）
  - 「Living Dead Monster」（作詞/作曲）
  - 「Top of the world」（作詞）
- ウマ娘 プリティーダービー
  - 「はじまりのSignal」（作詞/作曲/編曲）
- あんさんぶるスターズ!
  - 「Nightless World」（作曲/編曲）
  - 「Sustain Memories」（作曲/編曲）
- アイドルマスター SideM
  - 49 ELEMENTS -03 Beit「マイドラマティックヒロイン」（作曲/編曲）